# Как призраки похитили Рождество
«Как призраки похитили Рождество» (англ. «How the Ghosts Stole Christmas») — 6-й эпизод 6-го сезона сериала
«Секретные материалы». Премьера состоялась 10 января 1999 года на телеканале FOX.
Эпизод принадлежат к типу «монстр недели» и никак не связаны с основной
«мифологией сериала», заданной в
первой серии.
Режиссёр — Крис Картер, автор сценария — Крис Картер, приглашённые звёзды — Эдвард Аснер, Лили Томлин.
В США серия получила рейтинг домохозяйств Нильсена, равный 10,6, который означает, что в день
выхода серию посмотрели 17,3 миллиона человек.
Главные герои серии — Фокс Малдер (Дэвид Духовны) и Дана Скалли (Джиллиан Андерсон), агенты ФБР, расследующие сложно поддающиеся научному
объяснению преступления, называемые Секретными материалами.

## Краткое описание
В данном рождественском тематическом эпизоде Малдер и Скалли отправляются осматривать предполагаемый дом с привидениями. Напарники скоро обнаруживают пару влюблённых призраков, живущих в доме.

## Сюжет
Последний канун Рождества. Рассказывая старую историю о несчастных влюблённых, которые заключили договор быть вместе вечно, Малдер увлекает Скалли в тёмный особняк, в котором предположительно обитает пара привидений. Они входят внутрь, и входная дверь захлопывается за ними, поймав в ловушку. Малдер убеждён, что это работа привидений, которые живут в доме. Скалли, как всегда скептичная, объясняет Малдеру, что психологически люди нуждаются в вере в жизнь после смерти, поскольку это успокаивает их страх перед смертью. Но когда дверь, перед этим захлопнувшаяся, внезапно открывается и свет, исходящий оттуда, заливает всё вокруг, Малдер приписывает это привидениям. Скалли признает, что испугалась, но считает, что это иррациональный страх. Она всё ещё полагает, что, возможно, это действуют люди, живущие в доме. Проходя через двери, партнёры оказываются в библиотеке. Проходя сквозь серию странных искажений и изменений, они попадают каждый в свою библиотеку в параллельной вселенной. Здесь Малдер встречает дух Мориса, который советует ему убить Скалли. Скалли же в своей параллельной библиотеке встречает призрак Лиды, она убеждает Скалли застрелить Малдера. Когда двое агентов встречаются снова, они следуют коварному плану привидений и стреляют друг в друга. Затем герои оказываются лежащими на лестнице, тяжело дыша, и понимают, что это был только некий обман сознания, шутка, сыгранная с ними привидениями.